# Белый Ключ (село, Ульяновская область)
Белый Ключ — село в городском округе город Ульяновск Ульяновской области. С юга непосредственно примыкает к основной территории Ульяновска. В селе много родников и ключей с чистой и холодной водой из слоев меловых пород.

## История
Село было основано в 1811 году надворным советником Василием Афанасьевичем Киндяковым, переселившим сюда 6 дворов из деревни Винновка. Сюда же он из села Криуш переселил 38 дворов.
В 1859 году деревня Белый Ключ, по почтовому тракту из г. Симбирска в г. Саратов, входила в состав 2-го стана Симбирского уезда Симбирской губернии.
В деревне Белом Ключе школа грамоты для мальчиков была открыта в 1886 году. Своей церкви не было, поэтому прихожане ходили в Троицкую церковь села Грязнуха (ныне с. Луговое).
В августе 1906 года произошло крестьянское волнение в ходе Революции 1905—1907 годов.
На 1913 год деревня Белый Ключ находилась в Сельдинской волости, имелось: церковно-приходская школа, паточное заведение Осиной. В деревне, в 71 доме жило: 205 муж. и 215 жен. Около деревни находился хутор Спасского женского монастыря . 
12 сентября 1918 года на территории села прошли ожесточённые бои Гражданской войны.
В 1942 году рядом с селом была проложена ж/д Волжская рокада, была открыта станция "Белый Ключ" и посёлок ж/д станции Белый Ключ.
В 1960 году из Ульяновска в село был перебазирован Ульяновский аэроклуб ДОСААФ.
В 1968 году в селе был образован Белоключевский сельский Совет народных депутатов Ульяновского района .
В 1970 году в селе Белый Ключ была организована Ульяновская нефтегазоразведочная экспедиция с целью поиска нефти в Ульяновской и Пензенской областях. Геодезические задания экспедиция успешно выполняла, на базе открытых месторождений в области создано нефтедобывающее управление с достигнутой добычей около 40 тыс. тонн нефти в год. Экспедиция занималась строительством производственных объектов.
С 1970 года по 1995 год предприятие построило в селе Белый Ключ 40 жилых домов и детский сад «Кристаллик» на 70 мест. Все жилые дома находились на балансе УНГРЭ, в них проживали 1 300 человек.
Постановлением Совета Министров СССР от 02.10.1984 года № 1028 «О мерах по комплексному развитию г. Ульяновска и Ульяновской области в 1985—1995 гг.» было принято решение о строительстве Ульяновской ТЭЦ в селе Белый Ключ (западнее села Б.Ключ, на правом берегу р. Свияга). В процессе строительства было принято решение о пуске и работе водогрейной котельной на газе. 28.01.1988 г. был начат монтаж первого водогрейного котла, а пуск осуществлен 14.11.1989 г. Продолжалось строительство других водогрейных котлов. Пуск пятого котла в эксплуатацию состоялся 24.02.1994 г., на этом строительство первой очереди водогрейной котельной Ульяновской ТЭЦ-3 было закончено. Сама ТЭЦ-3 так и не была построена, но котельные работают. 
Решением Ульяновского областного совета народный депутатов от 03.05.1988 года № 200 «Белоключевский сельский совет с населенными пунктами: с. Белый Ключ, п. Плодовый, ст. Белый Ключ, п. Загородный, п. Лесничества и др.» был передан в административное подчинение Железнодорожному районному Совету народных депутатов города Ульяновска.
С 1993 года все многоэтажные дома села Белый Ключ и детский сад «Кристаллик» были подключены и стали обеспечиваться теплом от ТЭЦ-3.
В 1995 году 9 марта Постановлением мэра г. Ульяновска № 286 была изменена черта города, в частности село Белый Ключ вошло в черту г. Ульяновска.
В 1998 году предприятие Ульяновская нефтегазоразведочная экспедиция стало называться ОАО «Нефтеразведка». В 2002 году предприятие прекратило свою деятельность. Все жилые дома были переданы в муниципальную собственность города Ульяновска и находятся на обслуживании ООО «Сервис — град» ЖЭУ № 11.
В 2004 году село вошло в состав городского округа Ульяновска.
10—13 июня 2010 года на аэродроме «Белый Ключ» Ульяновского аэроклуба РОСТО-ДОСААФ состоялся Первый Кубок России по вертолётному спорту и 4-й Чемпионат Приволжского Федерального округа (параллельный зачёт).
2 июня 2012 года на аэродроме «Белый Ключ» состоялся 47-й Открытый Чемпионат России по вертолётному спорту.
С 10 по 20 августа 2020 года на территории аэродрома «Белый Ключ» прошёл  60-й чемпионат ВДВ по парашютному спорту, который также является открытым Чемпионатом России по парашютному спорту и Кубок командующего ВДВ по парашютному спорту как в индивидуальном, так и в командном зачете.
20 августа 2022 года на аэродроме «Белый Ключ» Ульяновского аэроклуба ДОСААФ России состоялся Открытый чемпионат Ульяновской области по парашютному спорту посвящённый памяти гвардии майора Александра Шишкова.
С 18 по 20 августа 2023 года на аэродроме «Белый Ключ» состоялись Всероссийские соревнования по парашютному спорту памяти Героя России Александра Шишкова.

## Предприятия
- УТЭЦ-3 (с 2008 года имеет статус обособленного котельного цеха филиала «Волжской ТГК» «Ульяновская ТЭЦ-1»). К декабрю 2021 года ТЭЦ-3 выведена из эксплуатации и продается[22][23].

## Население
| 2010 |
| ---- |
| 2330 |

## Известные люди
- Аверьянов Иван Васильевич — Герой Российской Федерации, с 1957 года по 1985 год — работал в Ульяновском аэроклубе[24].
- Шишков Александр Владимирович — Герой Российской Федерации, с 2003 года по 2006 год — занимался в Ульяновском аэроклубе[25][26].

## Инфраструктура
- Дом культуры
- Библиотека 32 (закрыта).
- Парк "Надежда"
- Врачебная амбулатория.
- Детский сад «Кристаллик».
- МОУ «Белоключевская начальная общеобразовательная школа». Была открыта в 1897 году.(Закрыта)
- Магазин торговой сети Магнит
- Магазин торговой сети «Гулливер».
- Спортивный аэродром «Белый Ключ» Ульяновского аэроклуба ДОСААФ [27][28][29][13][30][31].
- Храм в Честь Святого Архангела Михаила, Архистратига Божия (2013 г.)

## Достопримечательности
- Родник «Белый ключ»[32][33].
- 5 ноября 2024 года на аэродроме «Белый Ключ» открыли бюст Герою России Александру Шишкову[34][35][36].

## Транспорт
Через село проходит трасса М5 (в пределах села имеющая название улица Ленина).
Через Белый Ключ проходят пригородный автобус 110 и пригородное маршрутное такси 103. В самом населённом пункте находится конечная остановка маршрутного такси 96.